# Los Fabulosos Cadillacs
I Los Fabulosos Cadillacs sono un gruppo di ska di Buenos Aires, Argentina. Si sono formati nel 1985 ed il loro primo album, Bares y Fondas è del 1986. In totale hanno pubblicato 15 album in studio.
La musica del gruppo è una miscela di ska, jazz, salsa, mambo, samba e funk. La composizione del gruppo è cambiata durante gli anni, ma il nucleo storico è rimasto immutato: il cantante Gabriel Fernandez Capello (noto come Vicentico) ed il bassista Flavio Cianciarulo (noto come Sr. Flavio). A Vicentico e Sr. Flavio si devono la maggior parte delle canzoni e dei testi.
I Los Fabulosos Cadillacs hanno avuto diverse collaborazioni con altri artisti molto noti: Mick Jones, Debbie Harry, Celia Cruz, Rubén Blades e Fishbone. Hanno anche ricevuto diversi premi: l'MTV Latin Video Music Award nel 1994 per il singolo El Matador, che fu il momento di maggior popolarità della band. La canzone apparve nelle colonne sonore dei film L'ultimo contratto e The Matador. Il 29 settembre di quell'anno realizzarono un concerto unplugged per MTV. I Cadillacs vinsero anche, nel 1998, il Grammy Award per il miglior album di Rock alternativo latino, e furono nominati nell'edizione 2000 dei Grammy Awards Latini come Miglior Band e Miglior Video Musicale (La vida), che ricevette l'oramai estinto International Viewer's Choice Award (Southern Region) agli MTV Video Music Awards del 2000.
I membri stanno attualmente lavorando ai propri progetti solisti, ma la band ogni tanto si riunisce in tour.
Nel marzo 2008 Sr. Flavio pubblica il suo disco solista, Supersaund 2012, per la Nacional Records.

## Discografia

### Album in studio
- Bares y fondas (1986)
- Yo te avisé!! (1987)
- El ritmo mundial (1988)
- El satánico Dr. Cadillac (1989)
- Volumen 5 (1990)
- Sopa de caracol (1991)
- El león (1992)
- Rey Azúcar (1995)
- Fabulosos Calavera (1997)
- La marcha del golazo solitario (1999)
- La luz del ritmo (2008)
- El arte de la elegancia (2009)
- La salvación de Solo y Juan (2016)

### Album dal vivo
- En vivo en Buenos Aires (1994)
- Hola (2001)
- Chau (2001)
- En vivo en The Theater at Madison Square Garden (2017)

### Raccolte
- Vasos vacíos (1993)
- 20 Grandes Éxitos (1998)